# Fernando Saldaña
Fernando Saldaña Córdova (Ciudad de México, 1954) es un artista, arquitecto y académico mexicano. Estudió en la Escuela Superior de Ingeniería y Arquitectura del Instituto Politécnico Nacional y radica en Hermosillo, Sonora desde 1985. Es maestro fundador de la Licenciatura en Arquitectura de la Universidad de Sonora desde 1995 además de tener una trayectoria como artista visual. Ha participado en exposiciones individuales y colectivas en México, Estados Unidos, Rumania, París, Cuba, Venezuela y Brasil.

## Estudios
En 1979 se tituló como arquitecto en la Escuela superior de Ingeniería y Arquitectura (ESIA) del Instituto Politécnico Nacional y obtuvo su grado de Maestro en Expresión Gráfica por la Universidad de Guadalajara en el 2009. Es Doctorante por UNEPROP con el tema  “Análisis de la enseñanza-aprendizaje de la disciplina del dibujo, componente y herramienta principal del proceso creativo”.

## Trayectoria artística
En 1980 realizó su primera exposición en el CREA, en México, D.F. De 1987 a 1996 fue maestro del ITESM Campus Sonora Norte.
Fue seleccionado y obtuvo el segundo lugar del Premio Estatal de las Artes en Sonora 1996 y el 2000 fue seleccionado nacional en el concurso Pintura del Norte convocado por Conaculta; además, su trabajo también fue considerado en la XI Bienal Regional Difocur Sinaloa. En diciembre del 2004 fue llamado a participar en la primera exposición de Arte Contemporáneo en Rumania: dos obras se seleccionaron para el Primer Museo de Arte Latinoamericano de Arad-Rumania. 
Recibió la invitación de la Alianza Francesa a colaborar en la puesta itinerante “Botellas a la tierra”, proyecto en el cual 32 poetas franceses tuvieron respaldo de igual número de autores plásticos de México, quienes transformaron la poesía en imagen y las palabras en trazos
Desde 1995 es titular de las clases Perspectiva de Luz y Sombra, Color en la Arquitectura, Contraste en la Arquitectura, Diseño Básico y Taller de Arquitectura I.